# Zwei Staatsanwälte
Zwei Staatsanwälte (ukrainisch Два прокурора Dwa prokurora) ist ein Spielfilm von Sergei Loznitsa aus dem Jahr 2025. Bei dem Historiendrama handelt es sich um eine Verfilmung des gleichnamigen Romans von Georgi Demidow (1908–1987). Im Mittelpunkt der Handlung steht ein junger und nach Gerechtigkeit strebender Regionalstaatsanwalt, der sich während der Zeit des Großen Terrors unter Josef Stalin in einer Angelegenheit an den Generalstaatsanwalt Andrei Wyschinski wendet, mit verheerenden Konsequenzen für ihn. Die Titelrollen übernahmen Alexander Kusnezow und Anatoli Bely. Die europäische Koproduktion mit deutscher Beteiligung wurde im Rahmen der Internationalen Filmfestspiele von Cannes im Mai 2025 uraufgeführt.

## Handlung
Die Sowjetunion im Jahr 1937: In einem Gefängnis werden Tausende Briefe verbrannt. Diese wurden von Häftlingen geschrieben, die in der Zeit der großen Stalinistischen Säuberungen vom Regime zu Unrecht beschuldigt werden. Einer der Briefe entgeht jedoch dem Feuer und landet bei Alexander Kornev, dem hiesigen Staatsanwalt. Neu ernannt in seiner Position, kämpft der junge Jurist darum, mit dem Verfasser des Briefes in Kontakt zu kommen. Schon bald findet Kornev heraus, dass der Gefangene Opfer korrupter Agenten des Volkskommissariats für innere Angelegenheiten (NKWD) wurde. Zeuge von den Missständen geworden, reist er nach Moskau, um sich an die dortige Generalstaatsanwaltschaft zu wenden, die von Andrei Wyschinski geleitet wird. Kornevs unerbittlicher Drang nach Gerechtigkeit bringt ihn unter dem totalitären Regime jedoch selbst zu Fall.

## Hintergrund

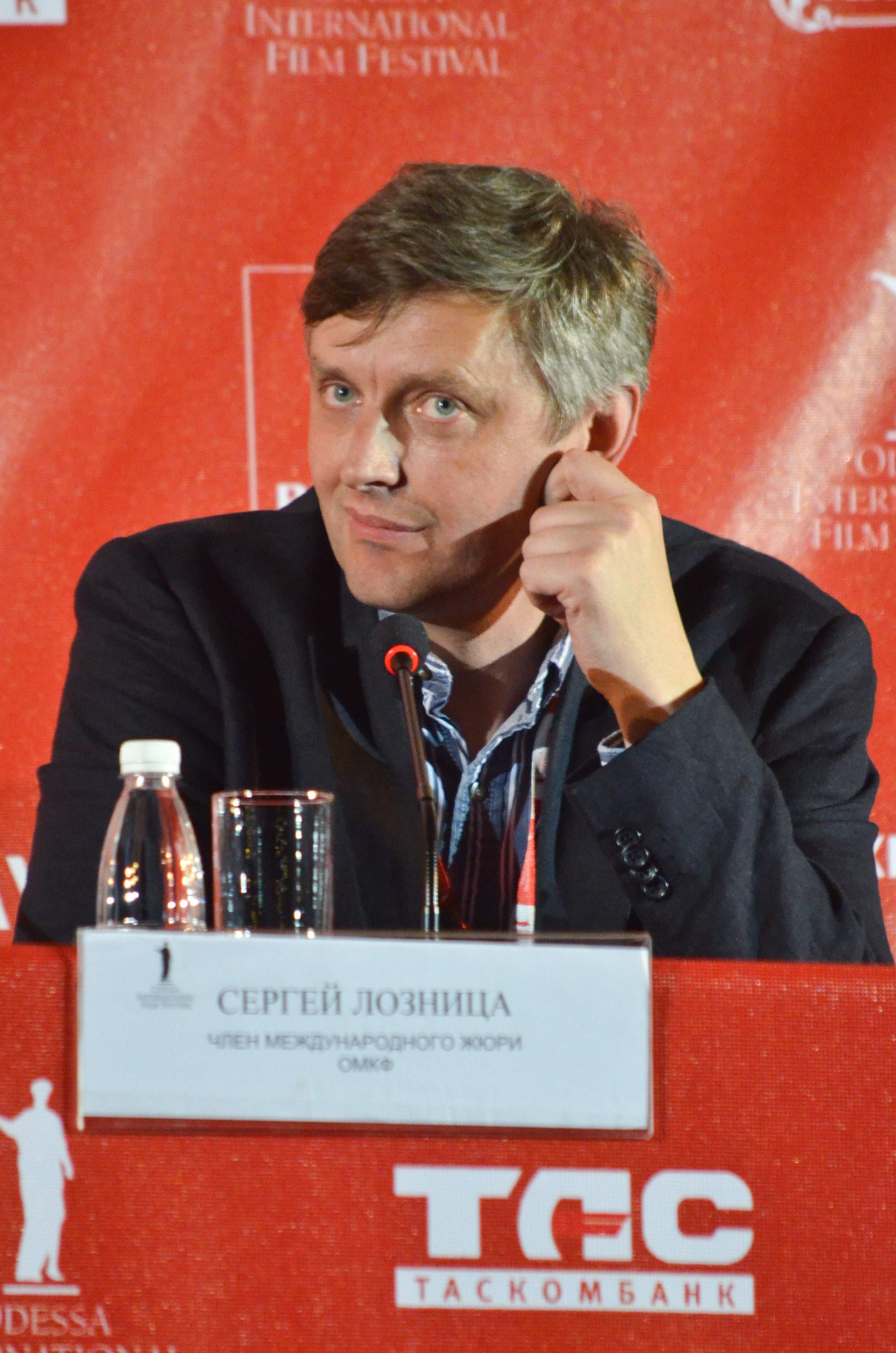
Sergei Loznitsa (2014)

Zwei Staatsanwälte ist der 23. Langfilm des in Deutschland lebenden ukrainischen Regisseurs Sergei Loznitsa, der in seiner Karriere zahlreiche preisgekrönte Dokumentarfilme über die Sowjetzeit inszenierte. Einen Spielfilm hatte er zuletzt 2018 mit der schwarzen Komödie Donbass vorgelegt.
Die Dreharbeiten fanden im Jahr 2024 in Lettland statt. Als Kameramann fungierte der Rumäne Oleg Mutu, der bereits zuvor mit Loznitsa an den Spielfilmen Die Sanfte (2017) und Donbass zusammengearbeitet hatte.
Produziert wurde der Film von der französischen SBS Productions (Produzent: Kevin Chneiweiss), Loznitsas niederländischer Firma Atoms & Void, Deutschlands LOOKSfilm, Lettlands White Picture, Rumäniens Avanpost media und Litauens Studio  Uljana Kim. Finanziell unterstützt wurde das Projekt unter anderem von Aide aux Cinémas du Monde (CNC/Institut français), der Deutsch-Französischen Förderkommission (Projektfilmförderung: 185.000 Euro), der Mitteldeutschen Medienförderung (Produktionsförderung Kino: 180.000 Euro), dem Medienboard Berlin-Brandenburg (120.000 Euro) und dem Netherlands Film Fund (200.000 Euro).

## Veröffentlichung
Die Weltpremiere von Zwei Staatsanwälte (französischer Titel: Deux procureurs) fand am 14. Mai 2025 im Hauptwettbewerb des 78. Filmfestivals von Cannes statt. Loznitsas Regiearbeit wurde als zweiter Beitrag hinter der deutschen Produktion In die Sonne schauen von Mascha Schilinski programmiert.
Ein regulärer Kinostart in Deutschland soll am 19. Februar 2026 durch Progress Film erfolgen. In Frankreich ist ein Verleih ab 24. September 2025 durch Pyramide Films geplant.

## Kritik
In dem von der britischen Filmzeitschrift Screen International zum Festival von Cannes veröffentlichten Kritikenspiegel erhielt Loznitsas Zwei Staatsanwälte 3,1 von 4 Sternen.
Damit belegt der Film gemeinsam mit dem Goldene-Palme-Gewinner It Was Just an Accident unter allen 22 gezeigten Wettbewerbsbeiträgen den ersten Platz. Von den 12 ausgewerteten Kritiken erhielt Zwei Staatsanwälte vier Sterne (Ausgezeichnet) von Anton Dolan von Meduza, Peter Bradshaw von The Guardian und von Screen International selbst sowie achtmal drei Sterne (gut).
Peter Bradshaw von The Guardian bezeichnet den Film als sehr beunruhigende Parabel über die heimtückischen Mikroprozesse der Tyrannei und vergleicht ihn mit Dostojewskis Aufzeichnungen aus einem Totenhaus und Kafkas Das Schloss. Jordan Mintzer von The Hollywood Reporter hält den Film für tadellos inszeniert und beeindruckend gespielt. Er resümiert, dass Loznitsa in Zwei Staatsanwälte sowohl die Vergangenheit reflektiert als auch der Gegenwart einen Spiegel vorhält. Jessica Kiang von Variety beschreibt den Film als hervorragend inszenierte düster-absurde Odyssee durch den totalitären sowjetischen Albtraum.
Auf der Website Metacritic erhielt Zwei Staatsanwälte eine Bewertung von 85 von 100 möglichen Punkten, basierend auf zehn ausgewerteten englischsprachigen Kritiken. Auf der Website Rotten Tomatoes gilt der Film mit einem Rating von 94 % als „garantiert frisch“ (certified fresh).

## Auszeichnungen
Für Zwei Staatsanwälte erhielt Sergei Loznitsa seine vierte Einladung in den Wettbewerb um die Goldene Palme des Filmfestivals von Cannes.